# Viled
Viled (russisk: Виледь) er en flod i Arkhangelsk oblast i Rusland. Viled er en venstre biflod til Vytjegda. Den er 321 km lang og har et afvandingsområde på 5.610 km². Dens vigtigste biflod er Velikaya Okhta (til venstre).
Flodens afvandingsområde omfatter arealer spredt over Republikken Komi samt Arkhangelsk og Kirov oblaster i Rusland. Viled er den vigtigste flod i Vilegodsky-distriktet med hovedparten af landsbyerne, herunder distriktets administrative center Ilyinsko-Podomskoye, beliggende i ådalen.
Viled udspringer i den østlige del af Vilegodsky-distriktet. Viled flyder først mod øst i retning mod republikken Komi, men inden den når grænsen, drejer den mod nord ind i Lensky-distriktet. Nedstrøms fra sammenløbet med floden Luch drejer den mod vest og i senere mod sydvest og igen ind Vilegodsky-distriktet. Neden for sammenløbet af Velikaya Okhta er ådalen stærkt befolket med tre hovedområder placeret rundt omkring landsbyerne Fominsky, Vilegodsk og Ilyinsko-Podomskoye. Mellem Vilegodsk og Ilyinsko-Podomskoye modtager Viled to bifloder fra venstre: Pyela og Nylozhka og drejer i nordvestlig retning. Udmundingen for Viled ligger øst for byen Koryazhma.